# Atletismo nos Jogos Pan-Americanos de 1995 - Salto triplo feminino
A prova do salto triplo feminino nos Jogos Pan-Americanos de 1995 foi realizada no Estádio Atlético "Justo Roman". Foi a primeira vez que a prova foi disputada nos Jogos Pan-Americanos.

## Medalhistas
| Ouro                    | Prata                    | Bronze                     |
| Laiza Carrillo CUB Cuba | Niurka Montalvo CUB Cuba | Andrea Ávila ARG Argentina |

## Final
| Posição           | Nome            | Nacionalidade      | Marca | Notas |
| ----------------- | --------------- | ------------------ | ----- | ----- |
| Medalha de ouro   | Laiza Carrillo  | CUB Cuba           | 14.09 |       |
| Medalha de prata  | Niurka Montalvo | CUB Cuba           | 13.90 |       |
| Medalha de bronze | Andrea Ávila    | ARG Argentina      | 13.84 |       |
| 4                 | Suzette Lee     | JAM Jamaica        | 13.63 |       |
| 5                 | Carla Shannon   | USA Estados Unidos | 13.36 |       |
| 6                 | Nicola Martial  | GUY Guiana         | 13.05 |       |
| 7                 | Lilia Aguirre   | ARG Argentina      | 12.69 |       |
| 8                 | Jenice Gill     | BLZ Belize         | 11.96 |       |